# Freeshard
Freeshards, auch Privat-Server (P-Server), sind Server für Online-Spiele (zumeist MMORPGs), die nicht vom ursprünglichen, kommerziellen Hersteller des Spieles unterhalten werden. Das Wort Freeshard hat sich in der Ultima-Online-Szene entwickelt, in der auch die ersten Freeshards entstanden, wobei der erste im deutschsprachigen Raum bereits 1998 unter dem Namen „The Old World“ gegründet wurde. Inzwischen existieren auch Freeshards für viele weitere MMORPGs wie EverQuest, Dark Age of Camelot, World of Warcraft, Lineage II und Star Wars Galaxies.
Jeder Freeshard hat seinen eigenen Schwerpunkt. Es gibt Freeshards, die vorwiegend am PvP („Player versus Player“) orientiert sind, und solche, die im Rollenspiel ihren Schwerpunkt haben. Besonders Liebhaber des Rollenspiels in MMORPGs nutzen Freeshards, um sich dort Umgebungen aufzubauen, in der Rollenspieler ungestört unter Gleichgesinnten spielen können.
Freeshards werden nicht immer von den offiziellen Betreibern der Spiele geduldet, da die Benutzung ihrer offiziellen Server meist kostenpflichtig ist. Benutzen die Spieler Freeshards, entgeht dem Spielbetreiber ein Teil seiner möglichen Einnahmen.

## Wortherkunft
Freeshard setzt sich aus den Wörtern Free (englisch: frei, kostenlos) und Shard (engl.: Scherbe) zusammen.
Der Begriff Shard entstammt dem Vorspann des Online-Rollenspiels Ultima Online, in welchem die Entstehung des Multiversums von Ultima Online gezeigt wird. Es wird beschrieben, wie ein mächtiger Avatar den bösen Zauberer Mondain erschlug. Mondain hatte die Welt Britannia (bekannt aus der Einzelspieler-Rollenspielserie Ultima) in einen Kristall gebannt. Nach dem Tode des Zauberers zerschlug der Avatar den Kristall, um die Welt Britannia von der Macht des Kristalls zu befreien. Der Zauber des Kristalls wirkte jedoch immer noch auf die Welt Britannia und diese existierte nun als Kopie in jeder Scherbe (Shard) des Kristalls.